# Kronprinzenwache
Die Kronprinzenwache des Königreichs Hannover war ein Mitte des 19. Jahrhunderts errichtetes „Spielhaus“ für den seinerzeitigen Kronprinzen Ernst August und die anderen Kinder des Königs von Georg V. und Königin Marie. Das Gebäude vor den Toren der Residenzstadt Hannover im Großen Garten von Herrenhausen war im sogenannten „Königsbusch“ 1858 zunächst nur aus Holz errichtet worden. In den Jahren von 1860 bis 1861 wurde es nach Plänen des Hofbaumeisters Heinrich Tramm durch einen Bau aus Ziegelsteinen ersetzt.
Tramm hatte zwei Entwürfe geliefert, von denen der einfachere Entwurf zur Ausführung kam. Dabei war über der verputzten Fassade ein Gesims aus Sandstein aufgebracht, während Baukörper ansonsten aus gelben Klinkern gemauert war. Das Gebäude sollte die Kinder spielerisch an das von dem zukünftigen Landesherrn zu führende hannoversche Militär heranführen: So fand sich in der Vorhalle eine „Gewehr-Bank“, dahinter ein gedachter Aufenthaltsraum für die „Mannschaften“ mit Pritschen. Links von der Vorhalle war ein „Offizier-Zimmer“ eingerichtet, rechts ein ähnlicher Raum, der vielleicht den Unteroffizieren hätte dienen können.
Hinter der Kronprinzenwache fand sich noch Anfang des 20. Jahrhunderts eine Grünfläche mit einem kleinen Springbrunnen, möglicherweise ein Rest des auf den Baurechnungen von 1859/60 als „Fontäne mit Wasserfall“ erwähnten Wasserspiels.
Vor der Wache war ein Teil eines mit Brandspuren behafteten Mastes des 1849 bei Eckernförde eroberten dänischen Linienschiffes Christian VIII. installiert.
Als in den Jahren 1936 und 1937 der Königsbusch umgestaltet wurde, wurden die erhaltenen Vasen der ehemaligen Kronprinzenwache in die runden Seitenräume des Bosketts versetzt.